# Doing It to Death
Doing It to Death é um álbum do The J.B.'s, lançado em 1973 pela People Records. O álbum inclui uma versão de dez minutos do hit Doing It to Death.
| Críticas profissionais                                                      | Críticas profissionais |
| Avaliações da crítica                                                       | Avaliações da crítica  |
| Fonte                                                                       | Avaliação              |
| --------------------------------------------------------------------------- | ---------------------- |
| Allmusic                                                                    | [ 1 ]                  |
| Esta tabela precisa de ser acompanhada por texto em prosa. Consulte o guia. |                        |

## Faixas
Todas as canções compostas por James Brown.
1. "Introduction to the J.B.'s" – 0:24
2. "Doing it to Death Parts 1 & 2" – 10:01
3. "You Can Have Watergate Just Gimme Some Bucks and I'll Be Straight" – 0:14
4. "More Peas" – 8:27
5. "La Di Da La Di Day" – 5:39
6. "You Can Have Watergate Just Gimme Some Bucks and I'll Be Straight" – 0:14
7. "Sucker" – 8:10
8. "You Can Have Watergate Just Gimme Some Bucks and I'll Be Straight" – 6:28

## Músicos
- James Brown
- Darryl "Hasaan" Jamison
- Hearlon "Cheese" Martin
- Jimmy Nolen
- Ike Oakley
- Maceo Parker
- St. Clair Pinckney
- Jerone "Jasaan" Sanford
- John "Jabo" Starks
- Fred Thomas
- Fred Wesley
- Eldee Williams